# Artemps
Artemps est une commune française située dans le département de l'Aisne en région Hauts-de-France.

## Géographie

### Communes limitrophes
| Bray-Saint-Christophe | Happencourt | Seraucourt-le-Grand |
| Tugny-et-Pont         | Artemps     | Clastres            |
|                       | Saint-Simon |                     |

Le village  d'Artemps est situé sur la rive gauche de la Somme, au nord-ouest de Laon et au sud de Saint-Quentin, localisé à une dizaine de kilomètres au sud de Saint-Quentin et à trois kilomètres du bourg de Saint-Simon.

### Hydrographie

#### Réseau hydrographique
La commune est située dans le bassin Artois-Picardie. Elle est drainée par la Somme la rivière, le canal de St-Quentin vers la Somme le canalisée, la rivièrette/Somme, le ruisseau du Marais des Foins et divers bras de décharge Rd Ecl 25 Pont-Tugny du le canal de St-Quentin à l'écluse du divers bras de décharge,.
La Somme est un fleuve du nord de la France, en région Hauts-de-France, qui traverse les deux départements de l'Aisne et de la Somme. Il prend sa source dans la commune de Fonsomme et se jette  dans la Manche par la baie de Somme entre Le Crotoy et Saint-Valery-sur-Somme.
Le canal de Saint-Quentin, long de 92,5 km, assure la jonction entre l'Oise, la Somme et l'Escaut et met en relation le Bassin parisien, le Nord de la France et la Belgique.

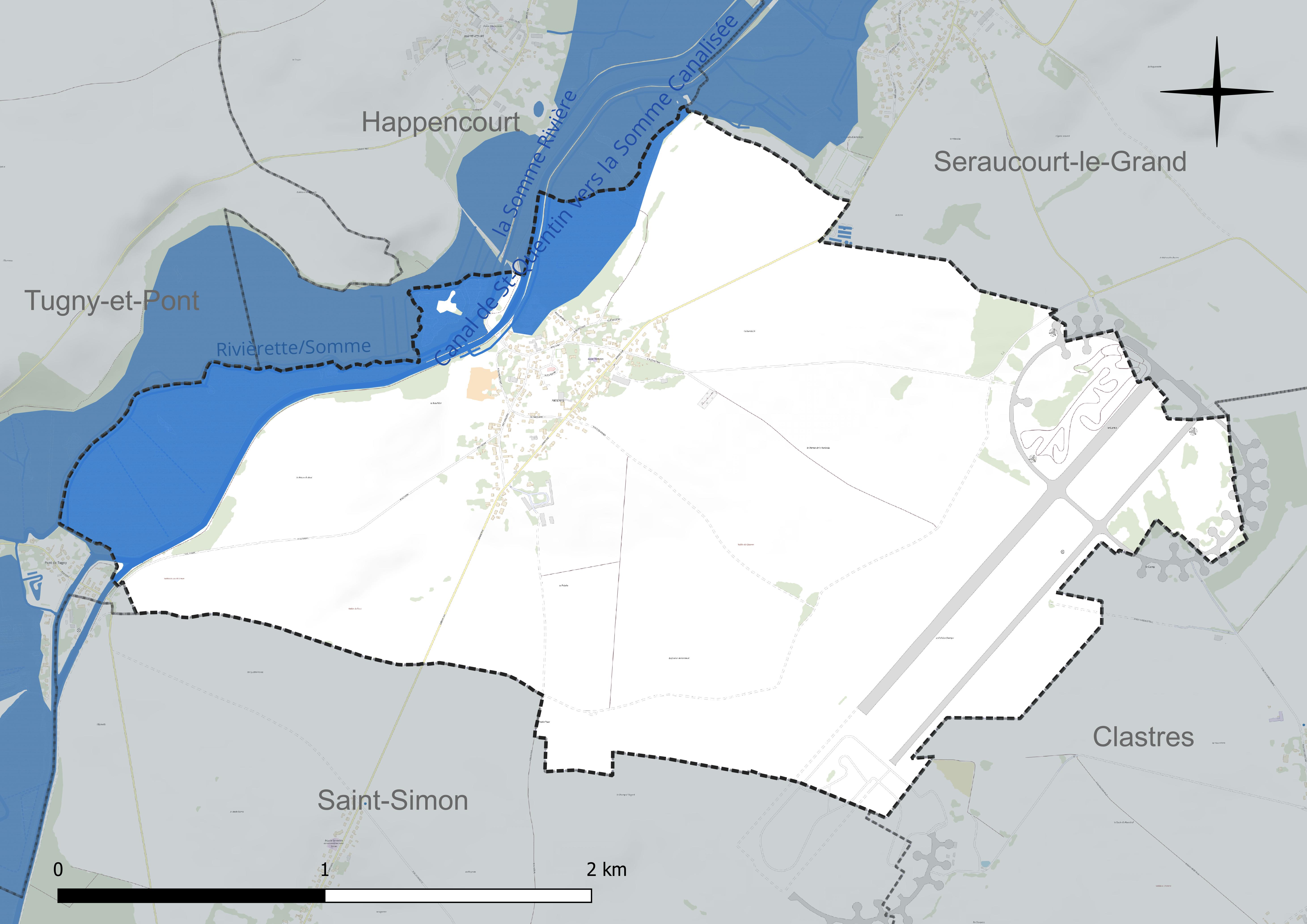
Réseau hydrographique d'Artemps.

#### Gestion et qualité des eaux
Le territoire communal est couvert par le schéma d'aménagement et de gestion des eaux (SAGE) « Haute Somme ». Ce document de planification concerne un territoire de 1 798 km2 de superficie, délimité par le bassin versant de la Haute Somme est constitué d'un réseau hydrographique complexe de cours d'eau, de marais, d'étangs et de canaux. Le périmètre a été arrêté le 21 avril 2006 et le SAGE proprement dit a été approuvé le 15 juin 2017. La structure porteuse de l'élaboration et de la mise en œuvre est le syndicat mixte d'aménagement hydraulique du bassin versant de la Somme (AMEVA).
La qualité des cours d'eau peut être consultée sur un site spécial géré par les agences de l'eau et l'Agence française pour la biodiversité.

### Climat
Pour des articles plus généraux, voir Climat des Hauts-de-France et Climat de l'Aisne.
En 2010, le climat de la commune est de type climat océanique dégradé des plaines du Centre et du Nord, selon une étude du CNRS s'appuyant sur une série de données couvrant la période 1971-2000. En 2020, Météo-France publie une typologie des climats de la France métropolitaine dans laquelle la commune est dans une zone de transition entre le climat océanique et le climat océanique altéré et est dans la région climatique Nord-est du bassin Parisien, caractérisée par un ensoleillement médiocre, une pluviométrie moyenne régulièrement répartie au cours de l'année et un hiver froid (3 °C).
Pour la période 1971-2000, la température annuelle moyenne est de 10,3 °C, avec  une amplitude thermique annuelle de 15 °C. Le cumul annuel moyen de précipitations est de 711 mm, avec 11,5 jours de précipitations en janvier et 8,9 jours en juillet. Pour la période 1991-2020 la température moyenne annuelle observée sur la station météorologique la plus proche, située sur la commune de Fontaine-lès-Clercs à 5 km à vol d'oiseau, est de 10,8 °C et le cumul annuel moyen de précipitations est de 683,4 mm,. Pour l'avenir, les paramètres climatiques de la commune estimés pour 2050 selon différents scénarios d'émission de gaz à effet de serre sont consultables sur un site spécial publié par Météo-France en novembre 2022.

## Urbanisme

### Typologie
Au 1er janvier 2024, Artemps est catégorisée commune rurale à habitat dispersé, selon la nouvelle grille communale de densité à 7 niveaux définie par l'Insee en 2022.
Elle est située hors unité urbaine. Par ailleurs la commune fait partie de l'aire d'attraction de Saint-Quentin, dont elle est une commune de la couronne,. Cette aire, qui regroupe 120 communes, est catégorisée dans les aires de 50 000 à moins de 200 000 habitants,.

### Occupation des sols
L'occupation des sols de la commune, telle qu'elle ressort de la base de données européenne d'occupation biophysique des sols Corine Land Cover (CLC), est marquée par l'importance des territoires agricoles (67,7 % en 2018), une proportion identique à celle de 1990 (67,7 %). La répartition détaillée en 2018 est la suivante : 
terres arables (67,7 %), zones industrielles ou commerciales et réseaux de communication (16,3 %), forêts (10,6 %), zones urbanisées (5,5 %).
L'évolution de l'occupation des sols de la commune et de ses infrastructures peut être observée sur les différentes représentations cartographiques du territoire : la carte de Cassini (XVIIIe siècle), la carte d'état-major (1820-1866) et les cartes ou photos aériennes de l'IGN pour la période actuelle (1950 à aujourd'hui).

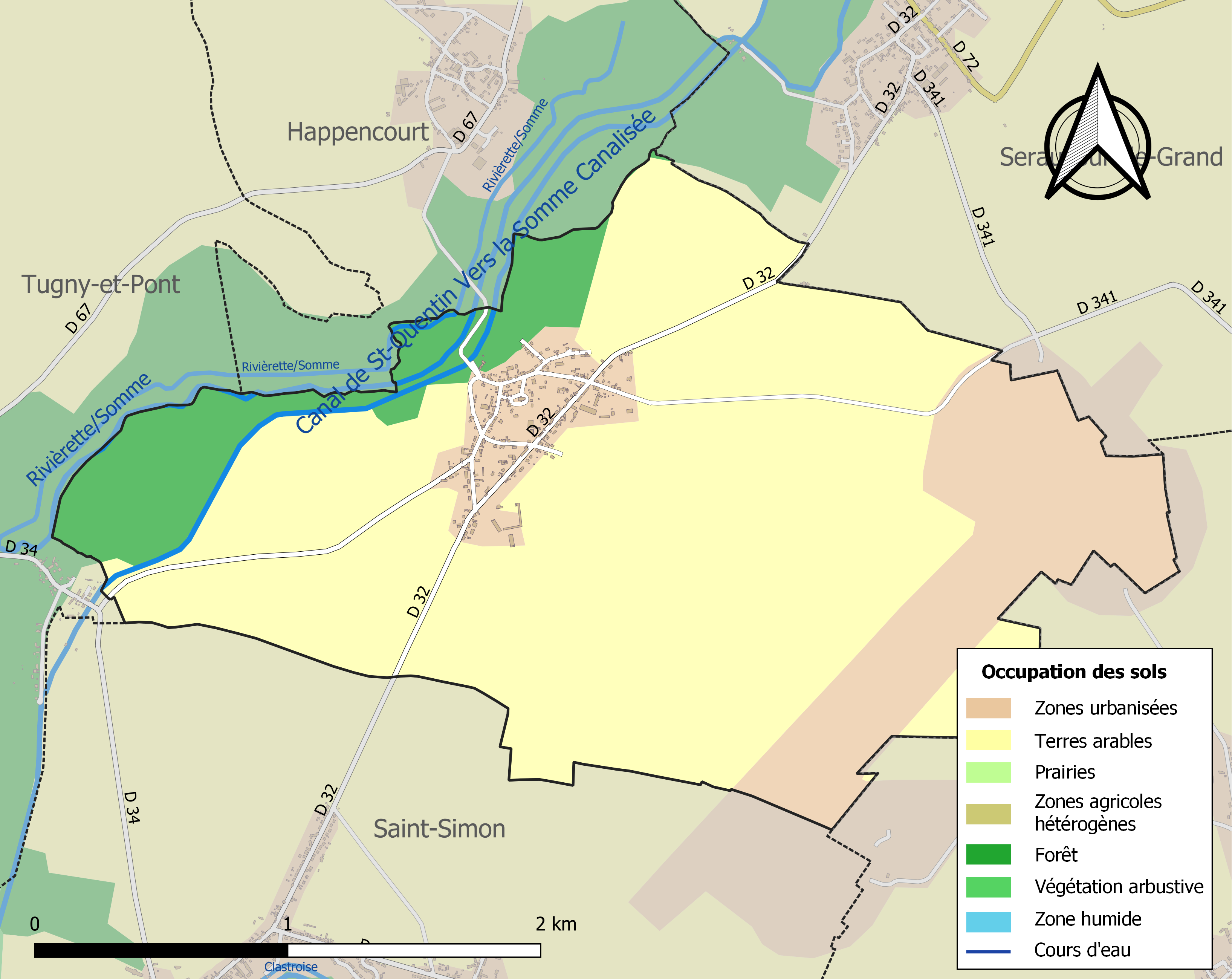
Carte des infrastructures et de l'occupation des sols de la commune en 2018 (CLC).

## Toponymie

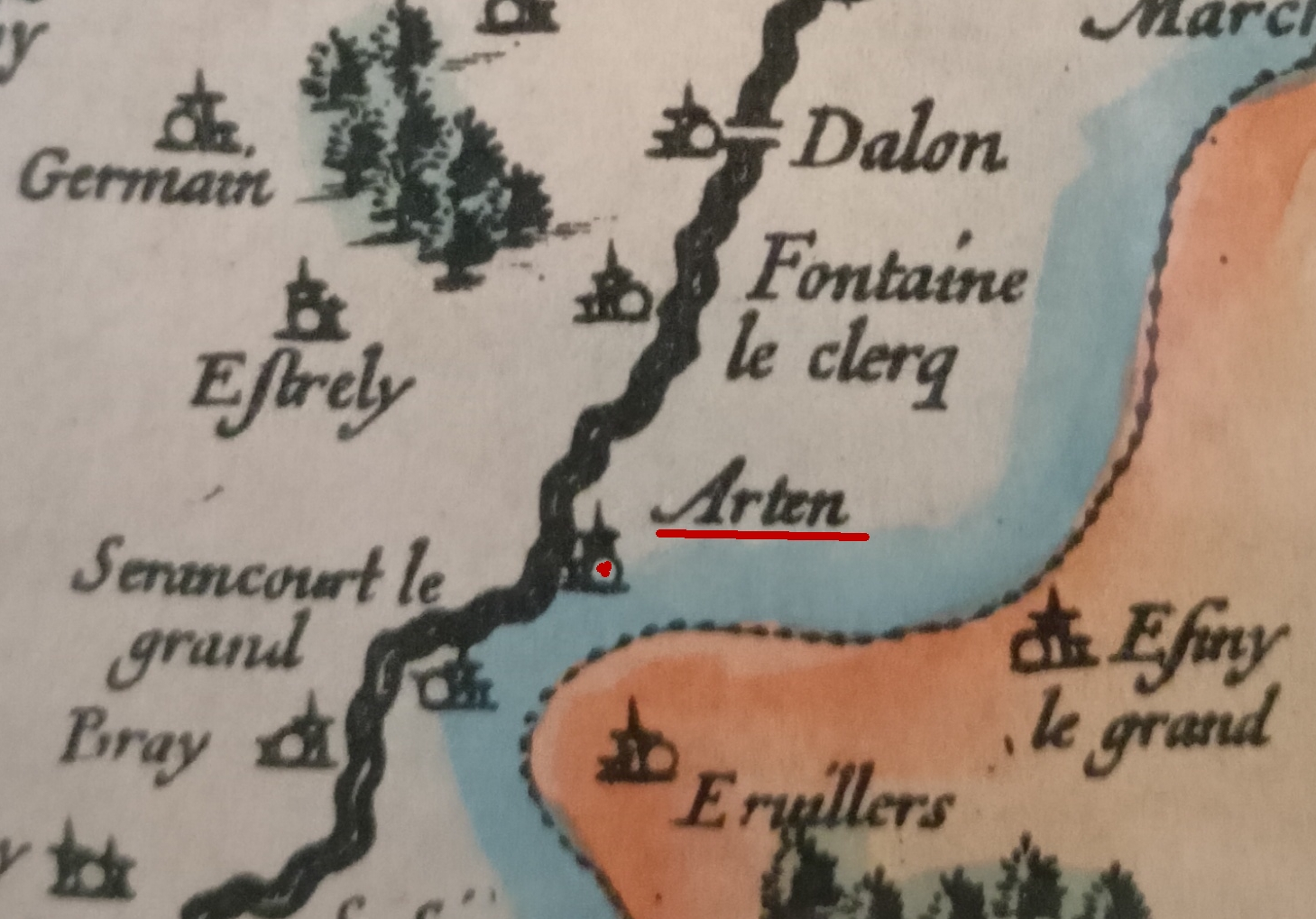
Carte de la Picardie de 1620 - Artemps s'écrit Arten.

Artemps, Arten en 1049 et en 1090 Artemium[réf. nécessaire].

## Histoire
Artemps est un village très ancien ; il en est question dès le IXe siècle. Baudoin, évêque de Noyon, en donna l'autel à l'abbaye de Saint-Eloi, en 1049, et en 1090, Ermentrude de Ham en donna le terroir à l'abbaye du Mont-Saint-Quentin.
Jean d'Artemps, abbé de Saint-Eloi de Noyon en 1420, était né à Artemps ; il avait été nommé abbé d'Alchiacum en 1407, par l'anti-pape Pierre de Lune, et s'en démit trois ou quatre ans après. Ce village est encore le lieu de naissance de Nicolas Desjardins, célèbre professeur du XVIIIe siècle, principal du collège de Saint-Quentin.
Des anciens seigneurs d'Artemps, un seul nous est connu ; il vivait en 1248, se nommait Jean d'Artemps, et avait pour femme Agnès. En dernier lieu la seigneurie de ce village était dans les mains du comte de Laval-Montmorency

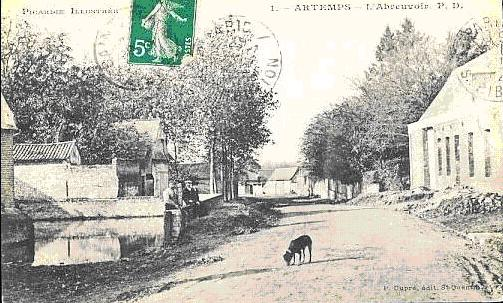
La rue du Canal autrefois.
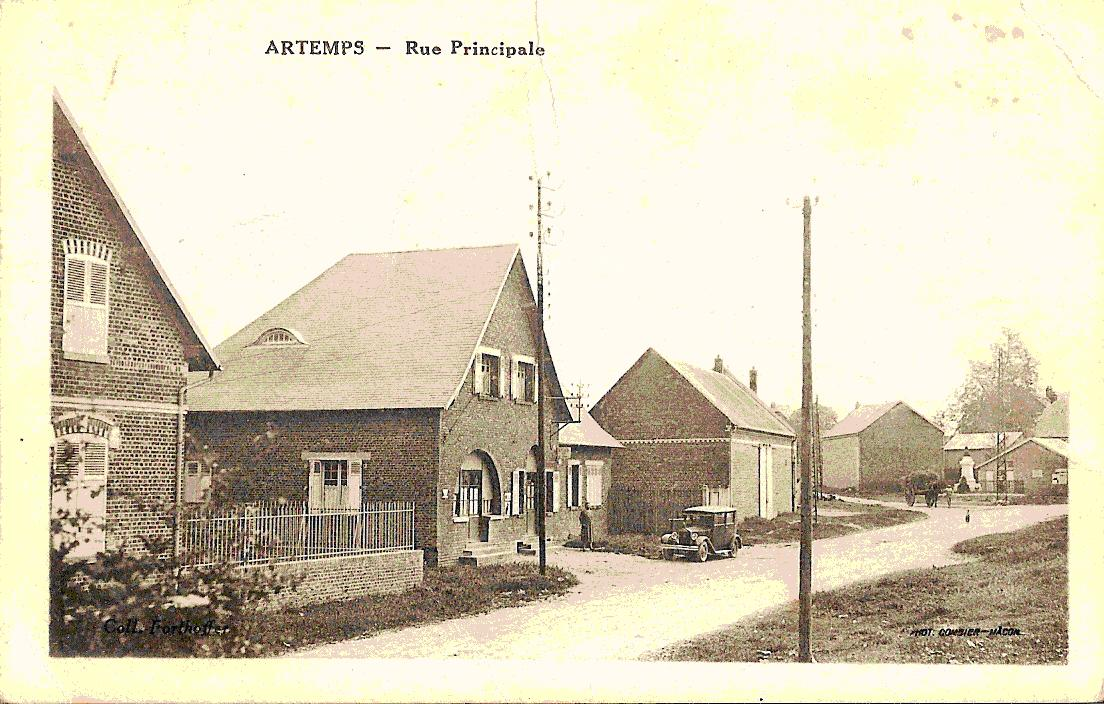
Une ancienne photo du bistrot dans la rue du Canal.

### Circonscriptions d'Ancien Régime
Village de l'ancien Novonnais, autrefois de la généralité de Soissons, du bailliage de Saint-Quentin, élection et diocèse de Noyon.

## Politique et administration

La communauté d'agglomération du Saint-Quentinois dans le département de l'Aisne.

### Rattachements administratifs et électoraux
La commune se trouve dans l'arrondissement de Saint-Quentin du département de l'Aisne. Pour l'élection des députés, elle fait partie de la deuxième circonscription de l'Aisne.
Elle faisait partie depuis 1801 du canton de Saint-Simon. Dans le cadre du redécoupage cantonal de 2014 en France, elle fait désormais partie du canton de Ribemont.

### Intercommunalité
La commune faisait partie de la communauté de communes du canton de Saint-Simon (C32S), créée fin 1994.
Dans le cadre des dispositions de la loi portant nouvelle organisation territoriale de la République (Loi NOTRe) du 7 août 2015, qui prévoit que les établissements publics de coopération intercommunale (EPCI) à fiscalité propre doivent avoir un minimum de 15 000 habitants (sous réserve de certaines dérogations bénéficiant aux territoires de très faible densité), le préfet de l'Aisne a adopté un nouveau schéma départemental de coopération intercommunale par arrêté du 30 mars 2016 qui prévoit notamment la fusion de la  communauté de communes du canton de Saint-Simon et de la communauté d'agglomération de Saint-Quentin, aboutissant au regroupement de 39 communes comptant 83 287 habitants
Cette fusion est intervenue le 1er janvier 2017, et la commune est désormais membre de la communauté d'agglomération du Saint-Quentinois.

### Liste des maires
| Période                                  | Période                   | Identité             | Étiquette | Qualité |
| ---------------------------------------- | ------------------------- | -------------------- | --------- | --- |
| Les données manquantes sont à compléter. |                           |                      |           | |
| 1971                                     | En cours (au 12 mai 2014) | Jean-Claude Dusanter | DVD       | Retraité agricole Président du syndicat d'adduction d'eau et d'assainissement de la vallée de la Somme (SAEAVS) ( ? → ) Réélu pour le mandat 2020-2026, |

## Démographie
L'évolution du nombre d'habitants est connue à travers les recensements de la population effectués dans la commune depuis 1793. Pour les communes de moins de 10 000 habitants, une enquête de recensement portant sur toute la population est réalisée tous les cinq ans, les populations de référence des années intermédiaires étant quant à elles estimées par interpolation ou extrapolation. Pour la commune, le premier recensement exhaustif entrant dans le cadre du nouveau dispositif a été réalisé en 2007.

En 2022, la commune comptait 363 habitants, en évolution de −1,63 % par rapport à 2016 (Aisne : −1,97 %, France hors Mayotte : +2,11 %).
| 1793 | 1800 | 1806 | 1821 | 1831 | 1836 | 1841 | 1846 | 1851 |
| ---- | ---- | ---- | ---- | ---- | ---- | ---- | ---- | ---- |
| 325  | 338  | 359  | 377  | 453  | 471  | 478  | 497  | 522  |

| 1856 | 1861 | 1866 | 1872 | 1876 | 1881 | 1886 | 1891 | 1896 |
| ---- | ---- | ---- | ---- | ---- | ---- | ---- | ---- | ---- |
| 526  | 570  | 525  | 534  | 540  | 541  | 509  | 489  | 422  |

| 1901 | 1906 | 1911 | 1921 | 1926 | 1931 | 1936 | 1946 | 1954 |
| ---- | ---- | ---- | ---- | ---- | ---- | ---- | ---- | ---- |
| 416  | 445  | 384  | 258  | 278  | 248  | 253  | 255  | 288  |

| 1962 | 1968 | 1975 | 1982 | 1990 | 1999 | 2006 | 2007 | 2012 |
| ---- | ---- | ---- | ---- | ---- | ---- | ---- | ---- | ---- |
| 264  | 289  | 292  | 297  | 347  | 338  | 354  | 356  | 360  |

| 2017 | 2022 | - | - | - | - | - | - | - |
| ---- | ---- | - | - | - | - | - | - | - |
| 371  | 363  | - | - | - | - | - | - | - |

## Culture locale et patrimoine

### Lieux et monuments
- Église Saint-Martin d'Artemps.
- Monument aux morts.
- Croix de chemin.
- Canal de Saint-Quentin.

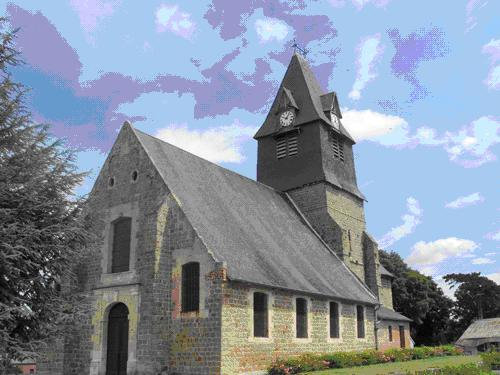
L'église Saint-Martin.
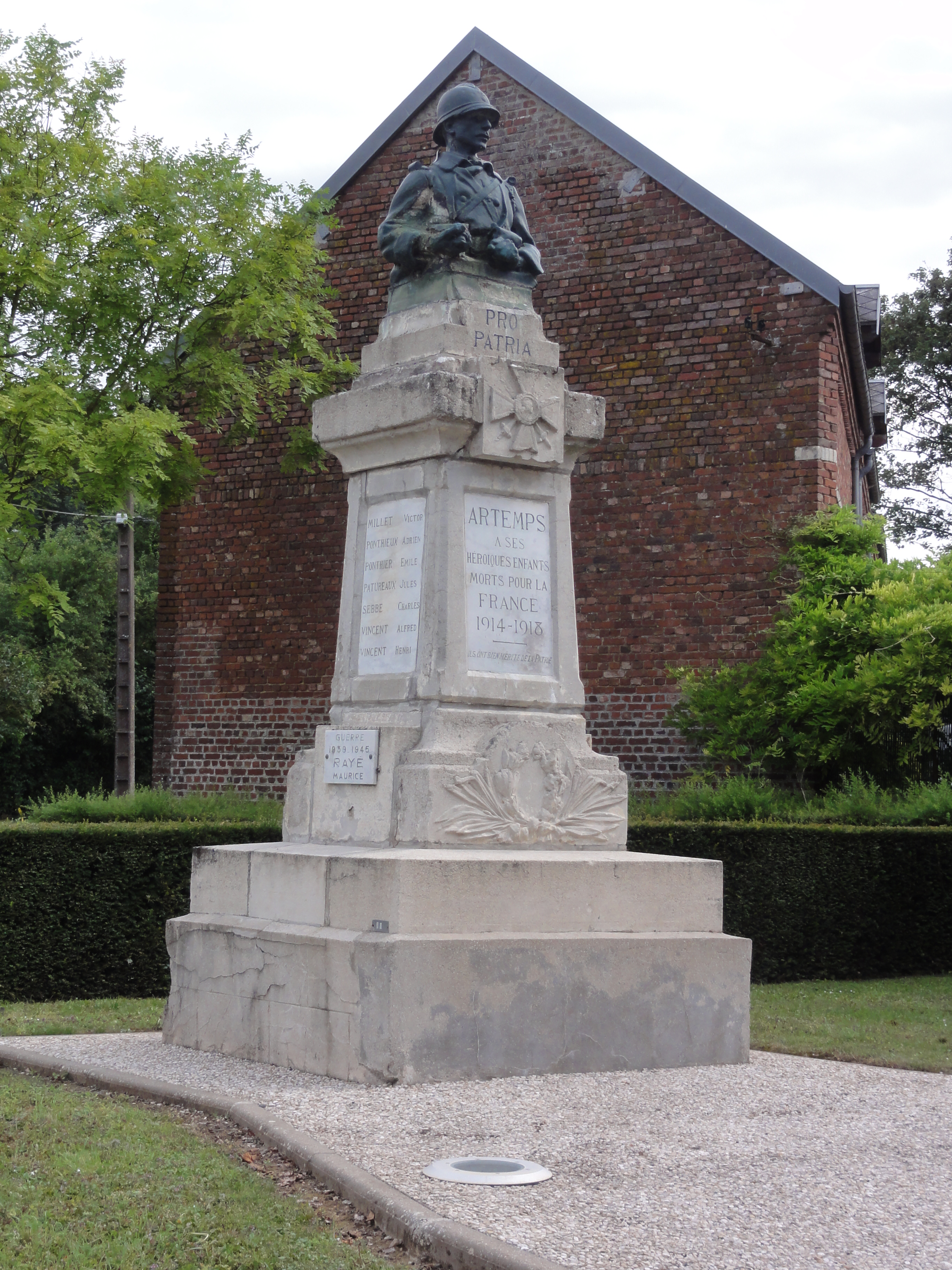
Monument aux morts.
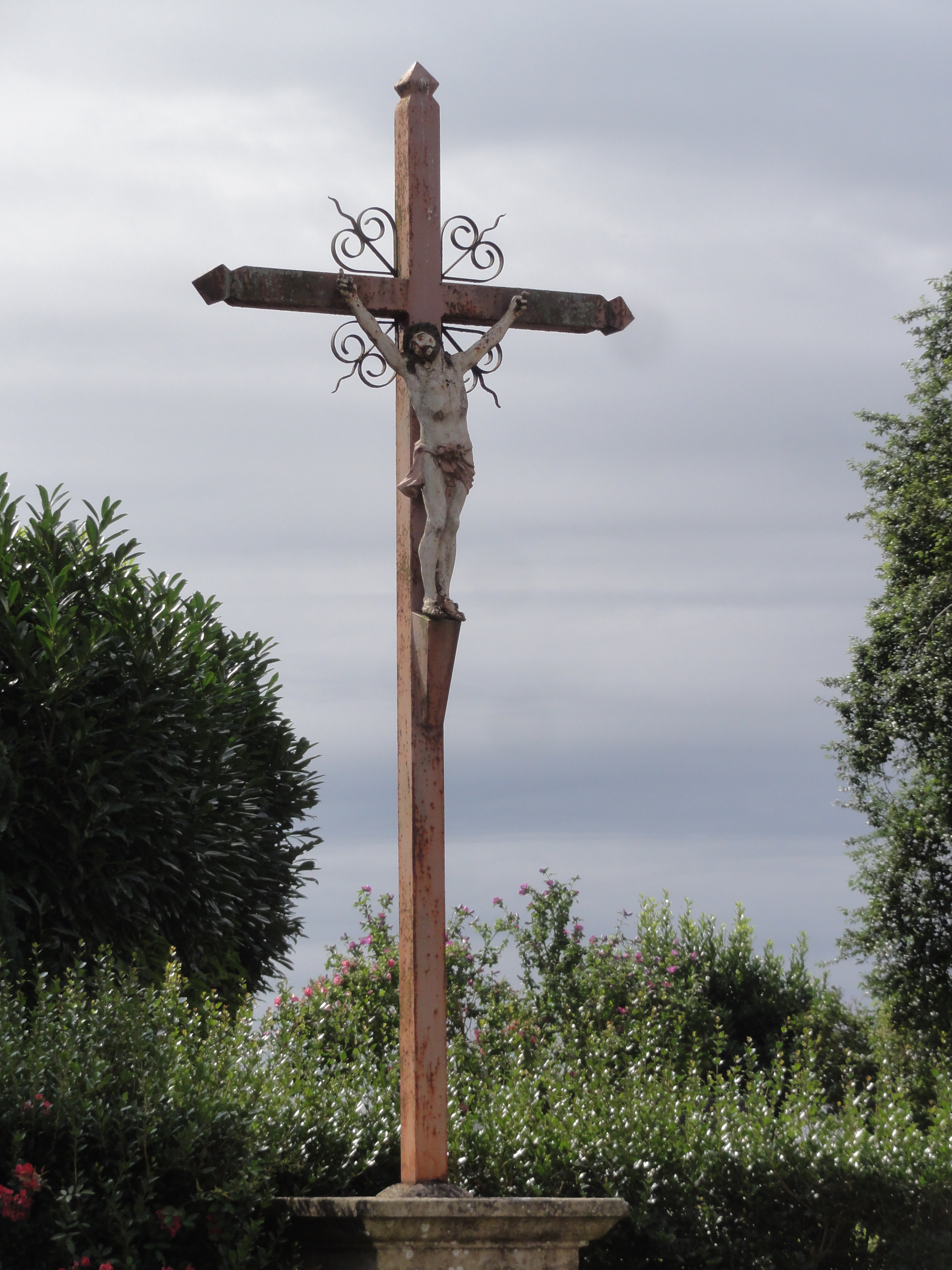
Croix de chemin.
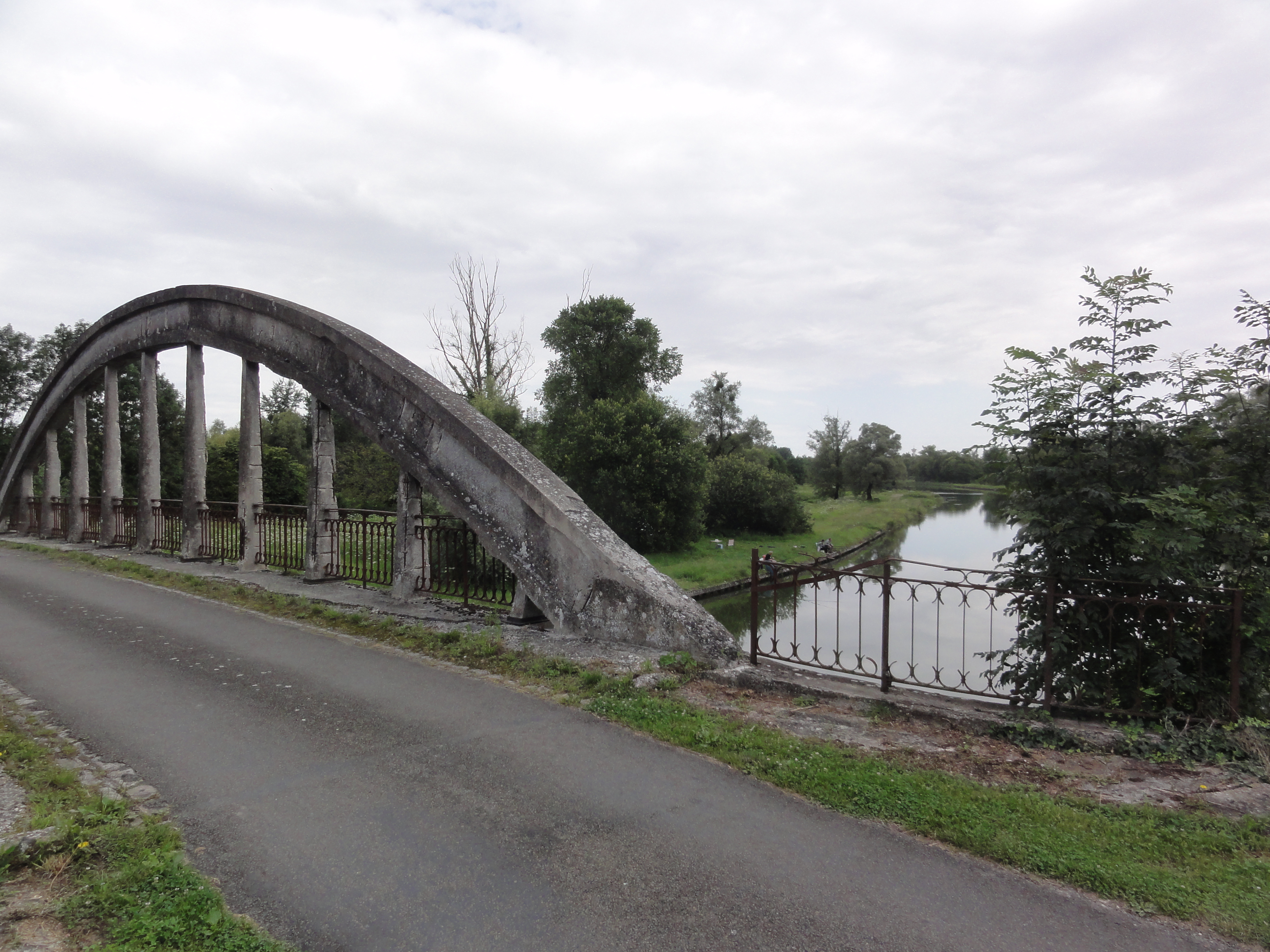
Pont du canal de Saint-Quentin.

### Personnalités liées à la commune

#### Habitants d'Artemps décorés de la Légion d'honneur
- Louis Alexandre Duplaquet (12/08/1796) ;
- Albert Alfred Galopin (02/04/1879) ;
- Heracleonas Urbain Lobbe (25/10/1802).

#### Né à Artemps
- Nicolas Desjardins (1682-1738) et François Desjardins (1697-1773), chanoines de l'église royale et principaux du collège de Saint-Quentin, oncles de Louis Hordret ;
- Louis Hordret (1714-1789) (neveu des précédents), avocat au conseil du roi, auteur de l'Histoire des droits anciens et des prérogatives et franchises de la ville de Saint-Quentin.
- Léon Garet (1840-1912), directeur d'assurances de la Compagnie Urbaine d'Amiens et un des principaux fondateurs de Paris-Plage qui devient le Touquet-Paris-Plage lors de son érection en commune en 1912.

## Pour approfondir